# Malînivka, Mirhorod
Malînivka (în ucraineană Малинівка) este un sat în comuna Șahvorostivka din raionul Mirhorod, regiunea Poltava, Ucraina.

## Demografie
Componența lingvistică a localității Malînivka
     Ucraineană (97,57%)
     Rusă (1,94%)
     Alte limbi (0,49%)
Conform recensământului din 2001, majoritatea populației localității Malînivka era vorbitoare de ucraineană (97,57%), existând în minoritate și vorbitori de rusă (1,94%).